# Tadeusz Zagórski

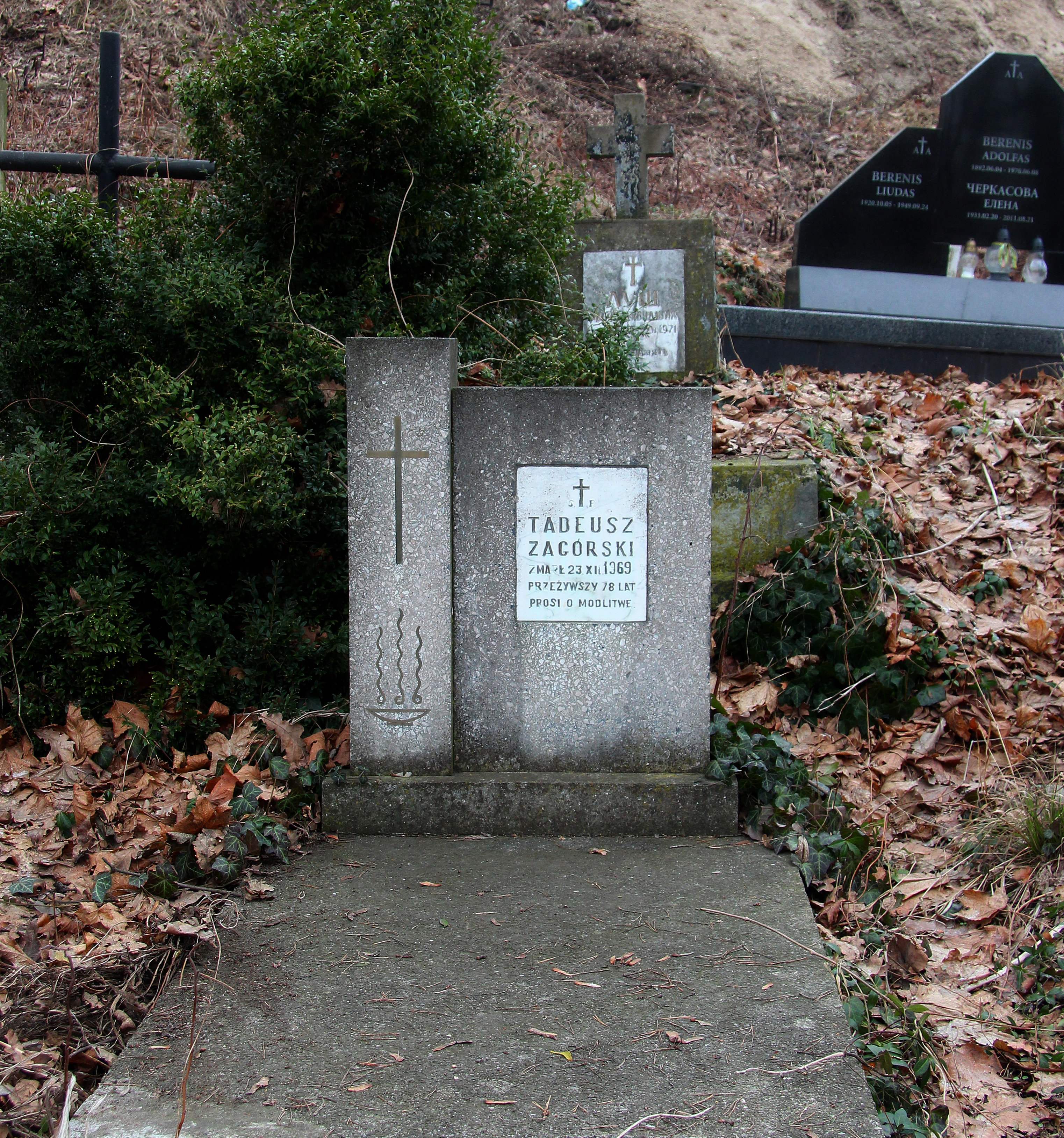
Grób Tadeusza Zagórskiego

Tadeusz Zygmunt Zagórski h. Ostoja (ur. 25 maja 1891 we Lwowie, zm. 23 grudnia 1969 tamże) – polski sportowiec, działacz sportowy, bankowiec.

## Życiorys
Urodził się 25 maja 1891 we Lwowie. Legitymował się herbem szlacheckim Ostoja. Ukończył studia w Wyższej Szkole Handlu Zagranicznego w Wiedniu. Pracował w bankowości.
W młodości był wszechstronnym sportowcem, uprawiał piłkę nożną, lekkoatletykę, zapasy, kajakarstwo, łyżwiarstwo, narciarstwo, strzelectwo. Był piłkarzem, hokeistą i działaczem sportowym w klubie Lechia Lwów, W okresie II Rzeczypospolitej był skarbnikiem i wiceprezesem Lwowskiego Okręgowego Związku Piłki Nożnej. Pełnił stanowisko prezesa Okręgowego Związku Hokeja na Lodzie we Lwowie od 1930 do 1939 oraz był przewodniczącym komisji rewizyjnej Polskiego Związku Hokeja na Lodzie w okresie dwóch lat.
Był oficerem. Zawodowo pracował jako kasjer w spółce akcyjnej Gazolina. Na początku lat 30. był członkiem zarządu głównego Związku Zawodowego Pracowników Bankowych. Przed 1939 był dyrektorem Banku Naftowego we Lwowie.
Po wybuchu II wojny światowej był uważany za zaginionego. Został aresztowany przez sowietów i wywieziony w głąb ZSRR. Zmarł 23 grudnia 1969 we Lwowie. Został pochowany na Cmentarzu Łyczakowskim we Lwowie.
Był żonaty, miał syna Jacka (ur. ok. 1924 we Lwowie), po wojnie żyjący na emigracji w Australii.

## Odznaczenia i wyróżnienia
- Złoty Krzyż Zasługi (1939)[1]
- Srebrny Krzyż Zasługi (17 stycznia 1939)[6]
- Nagroda im. Marszałka Józefa Piłsudskiego[1]